# 汉娜·汉普顿
汉娜·艾丽斯·汉普顿（英語：Hannah Alice Hampton；2000年11月16日—），英格兰女子职业足球运动员，司职守门员，目前效力于切尔西足球俱乐部和英格兰女子足球代表队。她曾代表英格兰参加2022年欧洲女子足球锦标赛和2023年国际足联女子世界杯等多场国际赛事。

## 荣誉
切尔西
- 英女超冠军：2023–24、2024–25赛季
- 女足足总杯冠军：2024–25赛季

英格兰
- 歐洲女子足球錦標賽：2025